# زنها فرشته‌اند (فیلم ۱۳۴۲)
زن‌ها فرشته‌اند فیلمی به کارگردانی و نویسندگی اسماعیل پورسعید محصول سال ۱۳۴۲ است.

## خلاصه داستان
جمشید کامیار برای تهیهٔ هدیهٔ جشن تولد همسرش مریم از موجودی صندوق شرکت برداشت می‌کند. هرمز و جواد، از دوستان خلافکار جمشید، سرپرستی گروهی را به عهده دارند که زنان را اغفال می‌کنند و به گمراهی می‌کشانند. آنها برای از هم پاشاندن کانون خانوادگی جمشید او را پای میز قمار می‌کشانند و با تقلب پول هائی را که او از گاوصندوق شرکت سرقت کرده می‌برند، و او را به همسرش بدبین می‌کنند تا پس از جدائی آن دو مریم را به فساد بکشانند. داش ابرام، که همسایهٔ آنها است، به کمک مریم می‌رود و وقتی مریم به چنگ هرمز و افرادش می‌افتد به کمک سوسن، همسر سابق جمشید و نامزد هرمز، آنها را به دام پلیس گرفتار می‌سازد. مریم موقع فرار زخمی و سوسن کشته می‌شود. مریم پس از مداوا زندگی جدیدی را در کنار شوهر و فرزندش پرویز آغاز می‌کند.

## بازیگران
- محمود بصیری
- سعید کامیار
- محمدعلی فردین
- روفیا
- دلیله نمازی
- حسین محسنی
- محمد پوستی زاده
- ونوس
- تقی تقدسی
- یدالله محمدی‌نژاد
- امیر پازوکی
- ناصر بشیری
- اکبر هاشمی (بازیگر)
- واهیک